# جیا کاردیس
جیا کاردیس (به انگلیسی: Gia Carides) (زاده ۷ ژوئن ۱۹۶۴) بازیگر استرالیایی است.
از فیلم‌های معروف او می‌توان به بازی در فیلم آستین پاورز: جاسوسی که من را تکان داد و هزارتو اشاره کرد.